# 725 Amanda
725 Amanda
725 Amanda là một tiểu hành tinh ở vành đai chính. Nó được Johann Palisa phát hiện ngày 21.10.1911 ở Viên, và được đặt theo tên Amanda Schorr, vợ của nhà thiên văn học người Đức Richard Reinhard Emil Schorr